# Exocentrus longipennis
Exocentrus longipennis är en skalbaggsart som beskrevs av Holzschuh 1999. Exocentrus longipennis ingår i släktet Exocentrus och familjen långhorningar. Inga underarter finns listade i Catalogue of Life.